# Campionato gallese di calcio a 5
Il Campionato di calcio a 5 del Galles è la massima competizione gallese di calcio a 5 organizzata dalla Federazione calcistica del Galles.

## Storia
La FAW Elite Futsal League è articolata in due gironi territoriali (nord e sud). I vincitori di ciascun girone accedono alla finale che assegna il titolo nazionale. Fin dalla sua istituzione, che risale al 2010, la competizione lamenta problemi organizzativi e di carenza di organico.

## Albo d'oro
- 2010-2011:  The New Saints (1)
- 2011-2012:  Cardiff University (1)
- 2012-2013:  Wrexham (1)
- 2013-2014:  Cardiff University (2)
- 2014-2015:  Wrexham (2)
- 2015-2016:  Cardiff University (3)
- 2016-2017:  Wrexham (3)
- 2017-2018:  Cardiff University (4)
- 2018-2019:  Cardiff University (5)
- 2019-2020:  Swansea University (1)

- 2020-2021:  Cefn Druids (1)
- 2021-2022:  FC Cardiff (1)